# Culver Manufacturing Company
Culver Manufacturing Company war ein US-amerikanischer Hersteller von Automobilen.

## Unternehmensgeschichte
Harry C. Culver, William A. Faris, George E. McHugh, Charles Shillito und George Summerville gründeten im August 1915 das Unternehmen. Der Sitz war in Culver City in Kalifornien. 1916 oder 1917 begann die Produktion von Automobilen. Der Markenname lautete Culver. 1917 endete die Produktion. 1917 waren alleine in Kalifornien fünf Fahrzeuge dieses Herstellers gemeldet.

## Fahrzeuge
Im Angebot stand nur ein Modell. Ein selbst hergestellter Einzylindermotor mit 4 PS Leistung trieb die Fahrzeuge an. Das Fahrgestell hatte 168 cm Radstand. Der Aufbau war meistens ein Runabout bzw. ein Roadster, gelegentlich auch ein offener Einsitzer. Der Neupreis betrug 225 US-Dollar.
Gedacht waren diese Fahrzeuge für Heranwachsende. Sie konnten jedoch auch von Erwachsenen gefahren werden.